# New Market (Pensilvania)
New Market es un lugar designado por el censo ubicado en el condado de York en el estado estadounidense de Pensilvania. En el Censo de 2010 tenía una población de 816 habitantes y una densidad poblacional de 2.755,65 personas por km².

## Geografía
New Market se encuentra ubicado en las coordenadas 40°13′23″N 76°51′23″O / 40.22306, -76.85639. Según la Oficina del Censo de los Estados Unidos, New Market tiene una superficie total de 0.48 km², de la cual 0.48 km² corresponden a tierra firme y (0%) 0 km² es agua.

## Demografía
Según el censo de 2010, había 816 personas residiendo en New Market. La densidad de población era de 2.755,65 hab./km². De los 816 habitantes, New Market estaba compuesto por el 84.93% blancos, el 5.88% eran afroamericanos, el 0.37% eran amerindios, el 2.08% eran asiáticos, el 0% eran isleños del Pacífico, el 3.19% eran de otras razas y el 3.55% pertenecían a dos o más razas. Del total de la población el 0.49% eran hispanos o latinos de cualquier raza.